# Mihu (marinar fictiv)
Mihu este unul din marinarii echipajului goeletei Speranța, adolescent orfan al cărui singur prieten (înainte de întâlnirea sa cu Anton Lupan) fusese câinele Negrilă, originar din Principatele Unite și ucenic marinar, personaj fictiv al romanului Toate pînzele sus!, al scriitorului Radu Tudoran, respectiv unul din personajele principale al serialului de televiziune al Televiziunii Naționale Române aproape omonim, Toate pînzele sus, adaptarea cinematografică a romanului. 
Actorul Cristian Șofron, l-a interpretat convingător pe adolescentul timid, dar hotărât, ulterior ucenic marinar (mus) și viitor marinar experimentat al Speranței, Mihu.

## Episoade
Mihu apare în toate cele 12 episoade ale serialului de televiziune.